# Star Wars: Galactic Battlegrounds
Star Wars: Galactic Battlegrounds är ett strategispel i Star Wars-miljö. Man kan välja mellan 6 st olika civilisationer: Rymdimperiet, Handelsfederationen, Rebellalliansen, Wookies, Gunganer och Naboo. Varje civilisation har sin styrka och svaghet och det gäller att bygga upp en bas och sedan attackera fienden.

### Fotnoter
1. ↑  Therese Granlund (23 november 2011). ”Leklåda för Star wars-fans”. Aftonbladet. http://www.aftonbladet.se/nojesbladet/spela/recensioner/article10245809.ab. Läst 5 december 2015.